# Tillandsia gymnobotrya
Tillandsia gymnobotrya är en gräsväxtart som beskrevs av John Gilbert Baker. Tillandsia gymnobotrya ingår i släktet Tillandsia och familjen Bromeliaceae. Inga underarter finns listade i Catalogue of Life.